# Aphanasium variegatum
Aphanasium variegatum är en skalbaggsart som först beskrevs av Blackburn 1892.  Aphanasium variegatum ingår i släktet Aphanasium och familjen långhorningar. Inga underarter finns listade i Catalogue of Life.